# Wedding Kiss
『Wedding Kiss』（ウェディング・キス）は、久松史奈の10枚目のシングル。

## 内容
ウェディング・ソングを制作した本作は、NHK BS-2『新宿鮫 -無間人形-』主題歌。

## 収録曲
全編曲：国吉良一
1. Wedding Kiss
作詞：久松史奈　作曲：羽田一郎
2. 光と影
作詞：大沢在昌・久松史奈　作曲：久松史奈
3. Wedding Kiss (inst.)

## 参加ミュージシャン
- 北島健二 - ギター
- 美久月千晴 - ベース
- 江口信夫 - ドラム
- 国吉良一 - キーボード